# Sabine Bergmannová-Pohlová
Sabine Bergmannová-Pohlová (* 20. dubna 1946 Eisenach, Německo) je německá politička. Od 5. dubna 1990 do 2. října 1990 byla předsedkyní Volkskammer (Sněmovna lidu, dolní komora východoněmeckého parlamentu), dále byla ve funkci zastupující hlavy státu v období mezi rozpuštěním Staatsrat (Státní rady, nejvyššího vládního orgánu) 5. dubna 1990 a znovusjednocením Německa 3. října téhož roku.

## Život
Narodila se v německém městě Eisenach, kde studovala medicínu. Členkou CDU se stala roku 1981, a v březnu 1990, kdy proběhly historicky první demokratické volby ve Východním Německu, se stala členkou lidového shromáždění. 5. dubna se stala předsedkyní tohoto politického uskupení a také první ženou v podobné funkci v německy mluvících zemích.
Těsně před znovusjednocením se ve východním Berlíně setkala s bývalým americkým prezidentem Ronaldem Reaganem, od kterého se dočkala velikého uznání za své politické úspěchy.
Po sjednocení Německa se stala ministryní bez portfeje ve vládě kancléře Helmuta Kohla, mezi lety 1991 až 1998 byla spolkovou ministryní zdravotnictví.
Po porážce CDU ve volbách roku 1998 opustila vládu. Stále ovšem zůstala aktivní v německém spolkovém sněmu. Od roku 2002 se politicky neangažuje.